# Rabi' al-akhir
Rabi' al-akhir (arabiska: رَبِيع ٱلْآخِر), även känd som rabi' al-thani (arabiska: رَبِيع ٱلثَّانِي) är den fjärde månaden i den islamiska kalendern. Den elfte shiaimamen al-Askari föddes den 8 rabi' al-thani.